# Kościół Świętej Trójcy w Skarboszewie
Kościół Świętej Trójcy w Skarboszewie – rzymskokatolicki kościół parafialny należący do parafii pod tym samym wezwaniem (dekanat strzałkowski archidiecezji gnieźnieńskiej).

## Historia i architektura
Jest to świątynia wzniesiona w latach 1904-1906 według projektu Clingensteina, budowniczego rządowego. Architektura kościoła nawiązuje do wzorów zaczerpniętych z czasów średniowiecza, przy czym obok rozwiązań odwołujących się do budowli gotyckich pojawiają się formy charakterystyczne dla stylu romańskiego. Budowla jest murowana i nieotynkowana, zbudowana została na planie zbliżonym do krzyża greckiego, nakrywają ją wysokie, dwuspadowe, przenikające się dachy, kryte dachówkami. Wieżę zwieńcza wysmukły dach hełmowy w kształcie ostrosłupa z krzyżem na szczycie. Nawę główną nakrywa sklepienie krzyżowe, nawa otwiera się półkolistymi arkadami w stronę naw bocznych sklepionych kolebkowo.
W 2001 roku został wykonany remont budowli, polegający na naprawie więźby dachowej i ceramicznego pokrycia, remoncie wieży, wymianie stolarki okiennej, osuszeniu murów.
W ołtarzu głównym znajduje się cenna późnogotycka rzeźba św. Rodziny. W ołtarzu bocznym umieszczony jest barokowy obraz św. Józefa z XVIII wieku. Kamienna kropielnica gotycka pochodzi z początku XVI wieku. 

## Otoczenie
Na kościele, przy kruchcie, zawieszona jest tablica upamiętniająca fundatora świątyni, księdza Wojciecha Andersza (zm. 1907). Pod tablicą znajduje się jego mogiła. Oprócz tego przy kościele znajdują się groby m.in.:
- księdza dziekana Wojciecha Niedzielskiego (zm. 1870) i księdza proboszcza Antoniego Matysiaka (zm. 1891), mogiła wspólna,
- księdza Wojciecha Reitera (1876-1932), proboszcza skarboszewskiego,
- księdza Henryka Józefa Brodali (1910-1953), proboszcza skarboszewskiego w latach 1946-1953,
- rodziny Błociszewskich:
  - Jadwigi z Bojanowskich (zm. 1910),
  - Stanisława, doktora medycyny (zm. 1927),
  - Stanisława, doktora prawa (zm. 1939)[4].

## Galeria

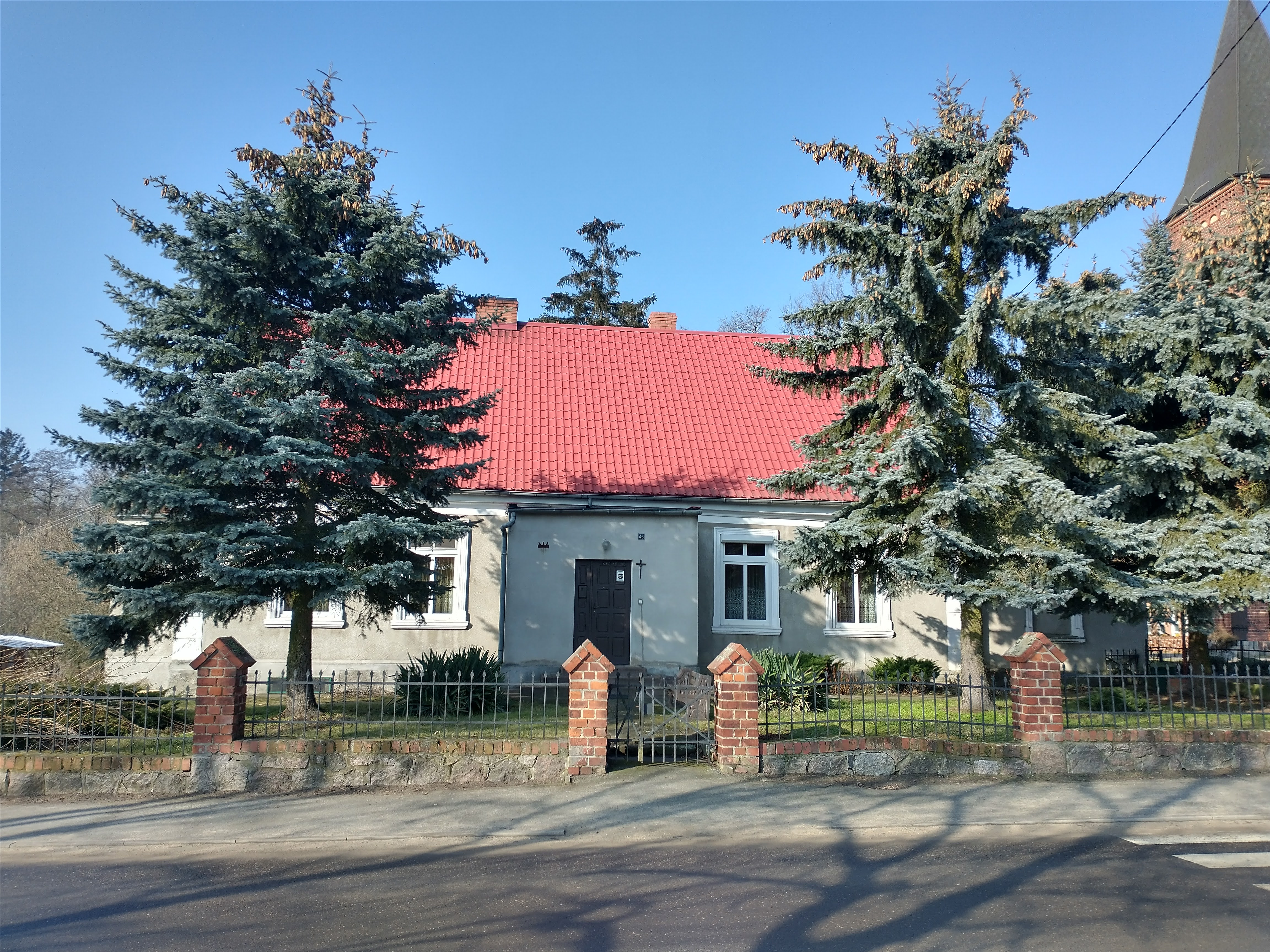
Plebania
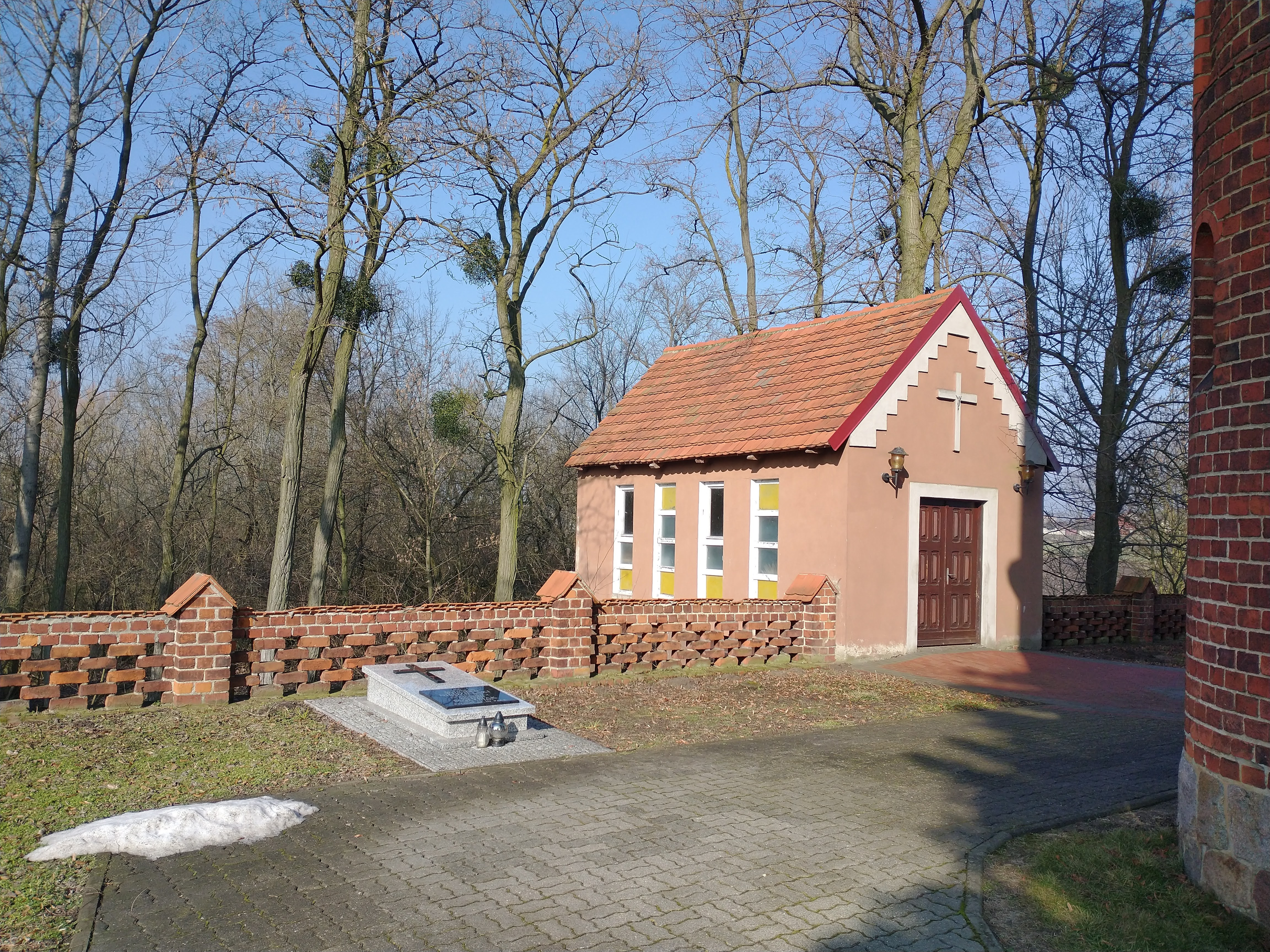
Kaplica przedpogrzebowa
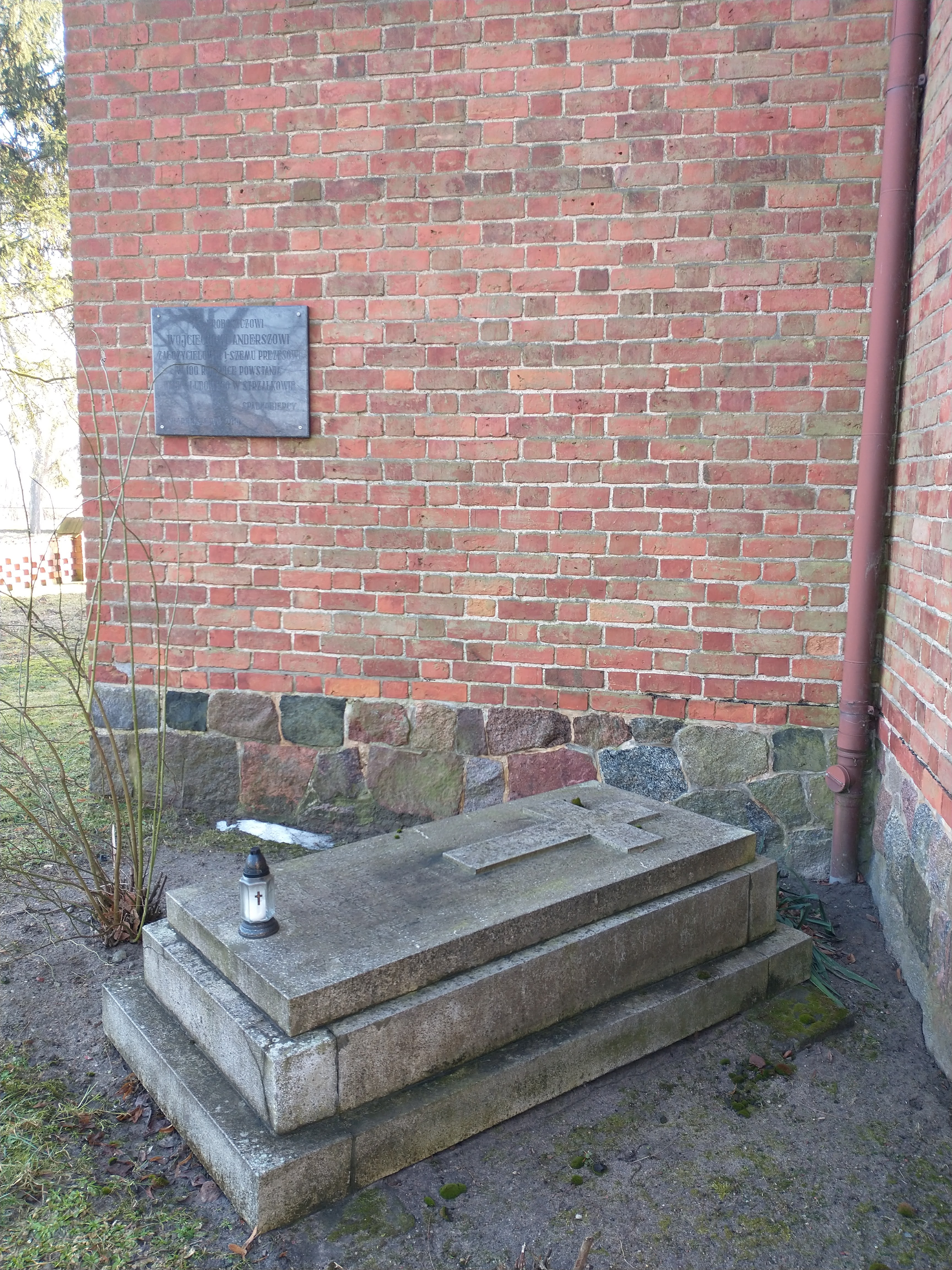
Grób fundatora, ks. Wojciecha Andersza